# 真矢ミキ
真矢 ミキ（まや ミキ、1964年〈昭和39年〉1月31日 - ）は、日本の女優。元宝塚歌劇団花組トップスター。旧芸名・真矢 みき（読み同じ）。本名、西島 美季（にしじま みき）、旧姓、佐藤（さとう）。所属事務所はオスカープロモーション。
広島市西区南観音町生まれ、大阪府豊中市育ち。

## 来歴
4歳まで広島市で育ち、後に日本エアシステムの取締役となる父親の転勤により各地を転々、中学校卒業まで8回転居した。中学校の3年間は大阪府豊中市で過ごす。「日舞を習いたい」と中学時代から宝塚コドモアテネに通う。
大地真央への憧れから豊中市立第二中学校卒業後、1979年に宝塚音楽学校に入学。1981年、67期生として宝塚歌劇団に入団。入団時の成績は21番。同期には女優の北原遥子（元娘役スター、日本航空123便墜落事故で死亡）、黒木瞳（1982年 - 1985年まで月組トップ娘役）、涼風真世（1991年 - 1993年まで月組トップスター）、毬藻えり（1989年 - 1992年まで星組トップ娘役）、演劇プロデューサー、活弁士、日本舞踊講師の幸風イレネ、梨花ますみがいる。
初舞台当初から注目を集め、歴代花組トップスターに勝るも劣らぬ個性派スターとしての道を歩み、特に1992年から1995年にかけては2番手ながらトップである安寿ミラとほぼ同等な扱いを受け、芝居・ショーともに活躍。安寿との男役同士のコンビは当時呼び物となった。1995年、安寿の退団により『エデンの東』で花組トップスターに就任。相手役には純名里沙。純名の退団後は千ほさち（現・森ほさち）を相手役に迎えた。
長髪のヘアスタイルやナチュラルな舞台メイク、独特の着こなしや、退団直前につんく♂プロデュースによる日本武道館でのソロコンサートの開催、篠山紀信撮影による写真集の出版など、宝塚に新しい風を積極的に吹きこみヅカの革命児とまで言われた。
1998年10月5日、『SPEAKEASY』東京公演千秋楽をもち宝塚歌劇団を退団。楽屋入りからサヨナラ公演。ファンに別れを告げる宝塚最後の一日が収録されたドキュメントビデオ 「ザ・ラストデイ」が発売されている。
宝塚退団後に鳴り物入りで芸能界入りしたが、38歳のときに事務所から戦力外通告とどん底を経験する。
知人からリクルートスーツを借り、自ら『踊る大捜査線』のオーディションを受け合格、2003年念願の芸能界復活を果たした。
宝塚音楽学校での成績は同期39人中で37位だった。そのため、インタビューなどで自らのことを「劣等生」と語っている。
2008年7月1日にブログでバレエダンサーの西島千博と結婚することを発表した。同年12月22日に入籍していたことが明らかになり、2009年4月4日、明治神宮で挙式。
2009年には第20回日本ジュエリーベストドレッサー賞を受賞。2011年には第28回ベストジーニスト2011協議会選出部門を受賞。
2015年3月1日付で、ブルーミングエージェンシーからオスカープロモーションに事務所を移籍するとともに芸名表記を変更。
2016年、『ドラマティック古事記〜神々の愛の物語〜』で夫の西島と初共演を果たす。
2017年8月29日、「高等学校卒業程度認定試験」合格。

## 人物
- 身長166cm。特技は歌、ダンス、日舞、バトン、作詞。趣味は旅行、絵。
- 人生観は『「一瞬の閃き」が時には大切』「出来る限りのことをしたら、あとは力を抜いて何かが閃くのを待つ」
- 中学校時代は将来の夢として「短大を出て、お嫁に行きたい」と書く。母親が宝塚ファンである影響から音楽学校を受験。小さい頃からバレエや歌を習っていないため、入学後第1回試験では39人中37番だったが、新人公演では主役になる[11]。
- 地図好き[12]。自身のブログでも「大好きな測量、地理、地形の話を熱くしてしまいました」と綴っている[13]。

## 好感度上位ランクイン歴
- 2006年、KIRINの研究所が実施した調査で「一緒にお酒を飲みたい上司の理想像」（女性上司部門）のベスト10に黒木とともに選ばれた。
  - 2008年・2009年には同調査の女性上司部門で、黒木とともにベスト5入り。
- 産業能率大学が実施した「新入社員から見た上司の理想像」の調査において2007年は第3位、2008年は第2位、2009年は第1位、2010年は第2位（黒木も第5位）にそれぞれランクイン。
  - 明治安田生命が実施した調査で2009年に第1位、2010年には第2位（黒木もベスト10入り）・2013年は第3位。
  - 大垣共立銀行付属総合研究所が取引先新入社員対象の「新入社員研修会」参加者に対して実施した調査で2年連続総合ベスト10入り（2009年は第8位、2010年は第7位）。
  - 岐阜信用金庫が2012年に取引先新入社員対象の「新入社員研修会」参加者に対して実施した調査で第2位[14]。
- 2008年にオリコンが女性を対象に行った「女性上司の理想像」調査で、黒木とともにベスト5入り。
- 2009年1月にオリコンが実施した「女性が選ぶカッコイイ女性有名人」という調査で第1位に選ばれている。
- 2009年4月にオリコンが実施した「母親になって欲しい女優」という調査では第2位。
- オリコンが実施した「女性が選んだ“イイ女”だと思う女性有名人」という調査で、2009年に第2位、2010年に第6位。
- 2014年にオリコンが有職者を対象に実施した「理想の上司トップ10」という調査で、女性部門第3位[15]。

## 宝塚歌劇団時代の主な舞台

### 花組時代
1981年
- 3月 - 5月『宝塚春の踊り/ファーストラブ』（花組）（大劇場公演）＊初舞台

1983年
- 『紅葉愁情/メイフラワー』（大劇場公演）

10月『メイフラワー』第2回新人公演：ジャック（本役：高汐巴）
1984年
- 2月 - 3月『琥珀色の雨にぬれて/ジュテーム』（大劇場公演）

『琥珀色の雨にぬれて』：ポール（新人公演：ルイ/本役：大浦みずき）
- 『名探偵はひとりぼっち/ラ・ラ・フローラ』（大劇場公演）

9月『名探偵はひとりぼっち』新人公演：トム（本役：大浦みずき）
1985年
- 3月 - 5月『愛あれば命は永遠に』：小公子（新人公演：ナポレオン/本役：高汐巴）（大劇場公演）
- 6月『ジャパン・ファンタジー/ドリームズ・オブ・タカラヅカ』（第5回ハワイ公演）
- 9月 - 11月『テンダー・グリーン/アンドロジェニー』（大劇場公演）

『テンダー・グリーン』新人公演：ソーン（本役：高汐巴）。『アンドロジェニー』ガルボ・マニア
1986年
- 5月『散る花よ、風の囁きを聞け』：想太郎（バウホール公演）
- 『真紅なる海に祈りを/ヒーローズ』（大劇場公演）

7月『真紅なる海に祈りを』新人公演：アントニー（本役：高汐巴）
- 8月 - 9月『グッバイ・ペパーミントナイト！』：ルイス・カーナビー・ジュニア（バウホール公演）

1987年
- 2月 - 3月『遙かなる旅路の果てに/ショー・アップ・ショー』：マイスキー少尉（新人公演：サビーニン/本役：高汐巴）（大劇場公演）
- 8月 - 9月『あの日薔薇一輪/ザ・レビュースコープ』（大劇場公演）

『あの日薔薇一輪』：ジェイムズ（代役：リチャード/本役：瀬川佳英、大浦みずき休演のため）。『ザ・レビュースコープ』：プリンセス・パイナップル
1988年
- 2月『ベルベット・カラー』：ヌフ（バウホール公演）
- 3月 - 5月『キス・ミー・ケイト』：ジョー（大劇場公演）
- 9月 - 11月『春ふたたび/フォーエバー!タカラヅカ』（大劇場公演）

『春ふたたび』：与五。『フォーエバー!タカラヅカ』：ビューティーズA
- 11月『ソング&ポートレート』（バウコンサート）

1989年
- 1月 - 2月『会議は踊る/ザ・ゲーム』（大劇場公演）

『会議は踊る』：フランツ
- 2月 - 3月『硬派・坂本竜馬！』：坂本竜馬（バウホール初主演）
- 6月 - 8月『ロマノフの宝石/ジタン・デ・ジタン』（大劇場公演）

『ロマノフの宝石』：セザール。『ジタン・デ・ジタン』：ルダリ
- 10月 - 11月『ベルサイユのばら －フェルゼンとマリー・アントワネット編－』：ジェローデル（星組公演特別出演）（大劇場公演）

1990年
- 2月『ロマノフの宝石』：アンジェロ（中日劇場）
- 3月 - 5月『ベルサイユのばら －フェルゼン編－』：オスカル（役代わり：ヨーゼフII世）（大劇場公演）
- 5月 - 6月『美しき野獣』：ボーイM、クィーンビー（バウホール公演）
- 9月 - 10月『秋…冬への前奏曲/ザ・ショーケース』：ルボル（大劇場公演）

1991年
- 1月 - 2月『春の風を君に…/ザ・フラッシュ!』（大劇場公演）

『春の風を君に…』：竜童
- 6月 - 8月『ヴェネチアの紋章/ジャンクション24』（大劇場公演）

『ヴェネチアの紋章』：ヴィットリオ。『ジャンクション24』：レッド・キラーS
1992年
- 1月『ドニエプルの赤い罌粟(けし)』：アレクサンドル（バウホール主演）
- 2月 - 3月『白扇花集/スパルタカス』（大劇場公演）

『白扇花集』：赤いけしS、花のボレロ。『スパルタカス』：サビヌス
- 4月 - 5月『小さな花がひらいた/ジャンクション24』（地方公演）

『小さな花がひらいた』：くろ。『ジャンクション24』：レッド、ルダリ
- 8月 - 10月『心の旅路/ファンシー・タッチ』（大劇場公演）

『心の旅路』：ハリスン。『ファンシー・タッチ』：ジャック、マヤチェロ
1993年
- 2月 - 3月『メランコリック・ジゴロ/ラ・ノーバ！』（大劇場公演）

『メランコリック・ジゴロ』：スタン
- 8月 - 9月『ベイ・シティ・ブルース/イッツ・ア・ラブ・ストーリー』（大劇場公演）

『ベイ・シティ・ブルース』：レオナード
- 10月『アップル・ツリー 〜三つの愛の物語〜』：アダム、バーバラ、エラ、パッショネラ（バウホール主演）

1994年
- 3月 - 5月『ブラック・ジャック 危険な賭け/火の鳥』（大劇場公演）

『ブラック・ジャック 危険な賭け』：ケイン。『火の鳥』：ジュラシックハンター
- 6月『風と共に去りぬ』：レット・バトラー（雪組特別出演）（大劇場公演）
- 7月『ブラック・ジャック 危険な賭け/火の鳥』（東京公演：安寿ミラの代役）

『ブラック・ジャック 危険な賭け』：ブラック・ジャック。『火の鳥』：火の鳥
- 9月 - 11月『冬の嵐、ペテルブルグに死す/ハイパー・ステージ！』（大劇場公演）

『冬の嵐、ペテルブルグに死す』：アンドレ。『ハイパー・ステージ！』：レーサーS
1995年
- 1月『哀しみのコルドバ/メガ・ヴィジョン』（大劇場公演）

『哀しみのコルドバ』：リカルド・ロメロ。『メガ・ヴィジョン』：シャドウS、白鳥

### 花組トップ時代
1995年
- 6月 - 8月『エデンの東/ダンディズム！』（大劇場公演）（大劇場お披露目公演）

『エデンの東』:キャル・トラスク
- 9月 - 10月『紅はこべ/メガ・ヴィジョン』（全国ツアー）

『紅はこべ』：パーシー
1996年
- 1月 - 2月『花は花なり/ハイペリオン』（大劇場公演）

『花は花なり』：花若
- 6月 - 8月『ハウ・トゥー・サクシード』：J．ピエルポント・フィンチ（大劇場公演）
- 12月 - 1997年1月『Ryoma 〜硬派・坂本竜馬！II〜』：坂本竜馬（シアター・ドラマシティ公演）

1997年
- 2月 - 3月『失われた楽園/サザンクロス・レビュー』（大劇場公演）

『失われた楽園』：アーサー・コクラン
- 4月 - 5月『風と共に去りぬ』：レット・バトラー（全国ツアー）
- 8月 - 9月『ザッツ・レビュー』：春風泰平（大劇場公演）
- 10月『ブルー・スワン』：アレックス（バウホール公演）

1998年
- 5月 - 6月『SPEAKEASY/スナイパー』（大劇場公演）（退団公演）

『SPEAKEASY』：マック・ザ・ナイフ
- 8月 - 10月TAKARAZUKA1000days劇場公演を最後に退団

### ディナーショー、コンサート
- 「ディナーショー」（1989年、友麻夏希、香寿たつきと六甲山ホテルで）
- 「Nice GUY!」（1996年）
- 「MIKI in BUDOKAN」（1998年7月、日本武道館）

## 宝塚歌劇団退団後の出演

### テレビドラマ
- 傷だらけの女（1999年4月 - 6月、フジテレビ） - 葉山麗花 役
- 愛をください（2000年7月 - 9月、フジテレビ） - 葛井昭子 役
- ストレートニュース（2000年10月 - 12月、日本テレビ） - 中沢理恵 役
- ブラック・ジャック（2001年、TBS）
- ツーハンマン（2002年7月 - 9月、テレビ朝日） - 寺岡麗子 役
- 三毛猫ホームズの犯罪学講座（2002年、TBS）
- 動物のお医者さん（2003年4月 - 6月、テレビ朝日） - 西根絹代 役
- 僕だけのマドンナ（2003年7月 - 9月、フジテレビ） - 松野しずえ 役
- 連続テレビ小説（NHK）
  - てるてる家族（2003年9月 - 2004年3月） - 岩瀬かおる 役
  - 風のハルカ（2005年10月 - 2006年4月） - 神崎木綿子 役
- 運命が見える手（2003年11月15日、テレビ朝日）
- 御宿かわせみ（2004年4月 - 7月、NHK） - おきん 役
- バツ彼（2004年7月 - 9月、TBS） - 川口夏樹 役
- 輝く湖にて（2004年11月13日、NHK）
- 仕置き代理人 鏡俊介の痛快事件簿（2005年6月17日、フジテレビ）
- アテンションプリーズ（2006年4月 - 6月、フジテレビ） - 三神たまき 役
  - 土曜プレミアム アテンションプリーズスペシャル「ハワイホノルル編」（2007年1月13日）
  - アテンションプリーズスペシャル〜オーストラリア・シドニー編〜（2008年4月3日）
- 弁護士 灰島秀樹（2006年10月28日、フジテレビ） - 沖田仁美警視正 役
- 火曜ドラマゴールド 女検事・霞夕子（2006年11月7日、日本テレビ） - 霞夕子 役
  - ドラマスペシャル 女検事・霞夕子SP「豪華客船殺人クルージング」（2007年10月2日）
- ヒミツの花園（2007年1月 - 3月、フジテレビ） - 川村亮子 役
- 火曜ドラマゴールド「監察医・室生亜季子」（2007年3月27日、日本テレビ） - 霞夕子 役
- ライフ〜壮絶なイジメと闘う少女の物語〜（2007年6月 - 8月、フジテレビ） - 椎葉文子 役
- 新幹線ガール（2007年7月4日、日本テレビ） - 宅間佐和子 役
- しゃばけ（2007年11月24日、フジテレビ） - おたえ 役
  - 土曜プレミアム しゃばけシリーズ第2弾「うそうそ」（2008年11月29日）
- ガリレオ（2007年10月 - 12月、フジテレビ） - 城ノ内桜子 役
  - ガリレオ「ガリレオΦ」（2008年10月4日）
- 東京大空襲（2008年3月17・18日、日本テレビ） - 谷村さと 役
- 絶対彼氏〜完全無欠の恋人ロボット〜（2008年4月 - 6月、フジテレビ） - 若林ふじ子 役
- シバトラ〜童顔刑事・柴田竹虎〜（2008年7月 - 9月、フジテレビ） - 千葉さくら 役
  - シバトラ〜童顔刑事・柴田竹虎〜・童顔刑事!史上最大の危機（2009年5月9日）
  - シバトラ〜さらば、童顔刑事 スペシャル〜（2010年5月22日）
- シリウスの道（2008年9月14日、WOWOW） - 立花英子 役
- ギラギラ（2008年10月 - 12月、テレビ朝日） - 園部有希 役
- 男装の麗人〜川島芳子の生涯〜（2008年12月6日、テレビ朝日） - 川島芳子（38歳以降）役
- 金曜プレステージ「白衣の天使は見た・外科病棟殺人カルテ」（2008年12月12日、フジテレビ） - 高原千草 役
- 開局50周年記念ドラマ 松本清張生誕100年特別企画疑惑（2009年1月24日、テレビ朝日） - 田中純子 役
- ザ・クイズショウ（2009年4 - 6月、日本テレビ） - 冴島涼子 役
- ブザー・ビート〜崖っぷちのヒーロー〜（2009年7月 - 9月、フジテレビ） - 上矢真希子 役
- おひとりさま（2009年10月 - 12月、TBS） - 田島淑恵 役
- Wの悲劇（2010年1月11日、TBS） - 和辻淑枝 役
- 美丘-君がいた日々-（2010年7月 - 9月、日本テレビ） - 峰岸佳織 役
- 金曜プレステージ「弁護士 朝吹里矢子」（2010年12月10日、フジテレビ） - 主演・朝吹里矢子 役
- 告発〜国選弁護人（2011年1月 - 3月、テレビ朝日） - 田中純子 役
- スミレ刑事の花咲く事件簿 episode 0（2011年3月27日、フジテレビTWO） - 筒井美紗子 役
- 陽はまた昇る（2011年7月 - 9月、テレビ朝日） - 簑島佐和子 役
- ヒューマンドラマ「奇跡のホスピス」（2012年3月28日、毎日放送・TBS） - 田辺礼子 役
- 捜査地図の女（2012年10月 - 12月、テレビ朝日） - 主演・橘珠子 役
- 月曜ゴールデン「女医・早乙女美砂『ガラスの階段』」（2013年2月4日、TBS） - 主演・早乙女美砂 役
- 幽かな彼女（2013年4月 - 6月、フジテレビ） - 霧澤和泉 役
- 名もなき毒（2013年8月 - 9月、TBS） - 古屋暁子 役
- ゼロの真実〜監察医・松本真央〜（2014年7 - 9月、テレビ朝日） - 印田恭子 役
- 全力離婚相談（2015年1月 - 2月、NHK） - 主演・竹内美晴 役[16]
- 下町ロケット（2015年10月 - 12月、TBS） - 和泉沙耶 役[17]
  - 下町ロケット2（2018年10月 - 12月）
- スペシャルドラマ「黒蜥蜴」（2015年12月22日、フジテレビ・関西テレビ） - 黒蜥蜴 役[18]
- 月曜ゴールデン「銭の捜査官 西カネ子」（2016年2月15日、TBS） - 主演・西加音子 役
- 黒革の手帖（2017年7月20日 - 9月14日、テレビ朝日） - 岩村叡子 役
- さくらの親子丼（2017年10月7日 - 11月25日、東海テレビ・フジテレビ系） - 主演・九十九さくら 役[19]
  - さくらの親子丼2（2018年12月1日 - 2019年1月26日）
  - さくらの親子丼 第3シリーズ（2020年10月17日 - 12月19日）
- 越路吹雪物語（2018年1月 - 3月、テレビ朝日） - ナレーション
- スパイラル〜町工場の奇跡〜（2019年4月15日 - 6月3日、テレビ東京） - ナオミ・トミナガ 役
- アンサング・シンデレラ 病院薬剤師の処方箋（2020年7月16日[20] - 9月24日、フジテレビ） - 販田聡子 役
- FM999 999WOMEN'S SONGS（2021年5月、WOWOWオンデマンド・WOWOWプライム） - 内臓宝石の女 役
- ナイト・ドクター（2021年6月21日 - 9月13日、フジテレビ） - 桜庭麗子　役
- 生きて、ふたたび 保護司・深谷善輔（2021年11月28日 - 2022年1月23日 、NHK BSプレミアム） - 小山香苗 役
- 孤独のグルメ Season10 第3話（2022年10月22日、テレビ東京） - 姉さん 役
- 池波正太郎生誕100年BS特集時代劇「まんぞくまんぞく」（2022年12月30日、NHK BSプレミアム） - 堀弥栄 役[21]
- 大河ドラマ どうする家康 第1回 - 第11回（2023年1月8日 - 3月19日、NHK） - 巴 役
- TOKYO VICE Season2（2024年4月6日 - 6月8日、WOWOW） - 長田 役[22][23]
- ブルーモーメント（2024年4月24日 - 6月26日、フジテレビ） - 立花藍 役[24]
- カプカプ 第2話（2024年12月5日、テレビ東京） - ユミ 役[25]

### 映画
- Last Dance-離婚式（2001年、筒井寛監督）
- 踊る大捜査線 シリーズ（2003年 - 2024年） - 沖田仁美 役
  - 踊る大捜査線 THE MOVIE 2 レインボーブリッジを封鎖せよ!（2003年）
  - 容疑者 室井慎次（2005年）
  - 踊る大捜査線 THE FINAL 新たなる希望（2012年）
  - 室井慎次 敗れざる者（2024年10月11日）[26]
  - 室井慎次 生き続ける者（2024年11月15日）[26]
- いつかA列車に乗って（2003年） - アンナ 役
- 娘道成寺 蛇炎の恋（2004年） - 森沢今日子 役
- 舞妓Haaaan!!!（2007年） - こまつ 役
- Life 天国で君に逢えたら（2007年） - 藤堂玲子 役
- 容疑者Xの献身（2008年） - 城ノ内桜子 役
- HACHI 約束の犬（2009年） - ケイト・ウィルソン（吹替） 役
- 映画ドラえもん のび太の人魚大海戦（2010年） - オンディーヌ（声の出演） 役
- マジック・ツリーハウス（2012年） - モーガン（声の出演） 役
- ウタヒメ〜彼女たちのスモーク・オン・ザ・ウォーター〜（2012年） - 広田新子 役
- 劇場版 トリコ 美食神の超食宝（2013年） - あやめ（声の出演） 役
- Diner ダイナー（2019年7月5日公開） - 無礼図（ブレイズ） 役[27]
- 九十歳。何がめでたい（2024年6月21日） - 杉山響子 役[28]
- アングリースクワッド 公務員と7人の詐欺師（2024年11月22日） - 五十嵐ルリ子 役[29][30]

### 配信映画
- 赤ずきん、旅の途中で死体と出会う。（2023年9月14日配信、Netflix） - 継母・イザベラ 役[31][32]

### 舞台
- big 〜夢はかなう〜（1999年）
- ダンス・アクト・シリーズvol.2「スターダストin 上海」（2002年）
- 涙の温度（2003年）
- CABARET（2004年）
- 真矢みきディナーショー（2004年）
- 小鹿物語（2006年）
- シャリトーベルサイユ（2008年）
- 伊東四朗一座・熱海五郎一座合同公演「こんにちは赤ちゃん」（2011年）
- 真田十勇士（2014年） - 淀殿 役
- スーパー神話音楽劇『ドラマティック古事記〜神々の愛の物語〜』（2016年） - イザナミ 役 [9]

### オリジナルビデオ
- スミレ刑事の花咲く事件簿 episode 3 - 4（2011年5月2日発売） - 筒井美紗子 役

### 吹き替え
- マスケティアーズ パリの四銃士 第6話（2016年） - マリー・ド・メディシス 役
- ゴジラxコング 新たなる帝国（2024年） - ハンプトン 役[33]

### 音楽番組
- 歌謡チャリティーコンサート（2007年5月・2010年11月23日、NHK総合） - 司会
- NHKのど自慢チャンピオン大会（2017年、2018年3月、NHK総合） - 審査員

### ドキュメンタリー番組
- TBS開局60周年記念番組『"人間とは何か…!?"わたしと地球の38億年物語〜アース・コード〜』（2011年6月4日、TBS） - ナビゲーター
- ドキュメンタリー同期生「亡き友を胸に〜宝塚歌劇団67期生〜」（2012年12月28日、NHK）

### バラエティー・教養番組
- 世界ウルルン滞在記 ネパール・一妻多夫の村に…真矢みきが出会った（2002年5月19日、MBS/TBS）
- U-15.F スキにさせて!（2003年、テレビ東京） - 司会
- 真矢みきの坂本龍馬ミステリー（2007年3月5日、瀬戸内海放送、広島ホームテレビ・山口朝日放送・愛媛朝日テレビ） - 案内人
- 爆笑100分テレビ!平成ファミリーズ（2007年10月 - 2008年3月） - 母 役
- 時空間☆世代バトル 昭和×平成 SHOWはHey! Say!（2008年4月 - 2009年3月、日本テレビ系）
- ザ☆スター（2010年4月3日 - 2010年6月5日、NHK-BS2、NHK-BShi） - 司会
- 24時間テレビ34（2011年8月20日・21日、日本テレビ系） - サポーター
- ポストのある日本の風景（2013年4月4日 - 2015年3月30日、BS日テレ） - ナレーター
- 人生の正解TV〜これがテッパン!〜（2013年5月3日 - 9月13日、フジテレビ系） - メインMC
- 白熱ライブ ビビット（2015年3月30日 - 2019年9月27日、TBS系） - 司会
- 名品の来歴　幻の刀「膝丸」が語る1000年（2021年4月23日、NHK-BS） - ナレーター[34]

### CM
- 第一生命保険（2代目女王役、「私の華道」メインキャラクター）
- ウエラ（2005年 - ）
- 武田薬品工業 「アクテージSN錠」（2007年 - ）
- 悠香「茶のしずく石鹸」（2008年8月 - 2010年7月）
- ハーゲンダッツ「バニラ」（2008年12月 - ） - 声の出演
- 花王「ピュオーラ・ナノブライト」（2009年2月 - ）「セグレタ」（2009年9月 - ）
- アサヒフードアンドヘルスケア「ディアナチュラ」（2009年5月 - ）
- シャルレドレッセ（2009年 - ） - イメージキャラクター
- マルちゃん「麺づくり」（2009年8月3日 - ）
- マルちゃん「昔ながらの中華そば」（2009年8月20日 - ）
- ハーゲンダッツ「バニラ」（2009年8月5日 - ）
- テイカロ（キシリクリスタル、2009年10月16日 - ）
- 日本和装ホールディングス「きもの着付教室」（2010年12月 - ）
- 東京都若者総合相談・若ナビ（2011年1月 - ） - イメージキャラクター
- カゴメ「植物性乳酸菌・ラブレ」（2011年3月 - ）
- 阪急交通社「トラピックス」（2012年 - ）
- グラクソ・スミスクライン・コンシューマー・ヘルスケア・ジャパン「ボルタレン」（2016年）[35]
- ヤマサ醤油「ヤマサ鮮度生活」（2017年4月12日 - ） - さかなクンと共演[36]
- LION「システマ ハグキプラス」（2018年 - ）

### ラジオ
- 文化放送「ヒーリング・パーク」パーソナリティ（2000年 - 2001年、文化放送）

### ナレーション
- ポストのある日本の風景（2013年4月 - 、BS日テレ）

## 書籍
- 生き方名言新書4 真矢みき 願えばかなう!（小学館、2008年4月3日発売、ISBN 978-4093423762）
- いつも心にケセラセラ（産業編集センター、2024年1月24日発売、ISBN 978-4863113916）[37]

### 写真集
- 真矢みき写真集（宝塚歌劇団、1997年8月発売、ISBN 978-4924333178）

## CD
- 「赤と黒のキャバレー」（2004年10月6日 ヤマハミュージックコミュニケーションズ）自身が作詞した曲を含む全11曲 （YCCW-10008）
- チャリティCD「青い地球（ほし）/青い空っていいな」（2005年2月21日 ブルーミングミュージック）チャリティCD

## ジュエリープロデュース
- コスチュームジュエリープロデュース：ジュエリーブランド「grosse」より「真矢みき×グロッセ」（外部リンク： grosse（グロッセ））
- ジュエリープロデュース：ジュエリーブランド「XIV TOKYO」より「ラ・ブリエシリーズ」（外部リンク： XIV TOKYO（エクシヴ トウキョウ））

## 受賞歴
- 2008年、第6回パーカッシオ美脚大賞 40代部門
- 2009年、第20回日本ジュエリーベストドレッサー賞 40代部門
- 2011年、第28回ベストジーニスト2011 協議会選出部門受賞
- 2011年、第2回STORY2011 WOMAN OF THE YEAR[38]
- 2013年、第7回アンチエイジング大賞2013 [39]
- 2016年、ネイルクイーン 2016・協会特別賞 [40]
- 2022年、第33回日本ジュエリーベストドレッサー賞 50代部門[41]